# 萨朗西
萨朗西（法語：Salency，法語發音：[salɑ̃si]）是法国瓦兹省的一个市镇，位于该省东北部，属于贡比涅区。

## 地理
萨朗西（49°35'18"N, 3°3'1"E）面积7.79 平方千米，位于法国上法蘭西大區瓦兹省，该省份为法国北部内陆省份，北起索姆省，西接厄尔省和滨海塞纳省，南至塞纳-马恩省和瓦兹河谷省，东临埃纳省。
与萨朗西接壤的市镇（或旧市镇、城区）包括：巴伯夫、贝埃里库尔、克里索勒、莫尔兰库尔、努瓦永、瓦雷讷。

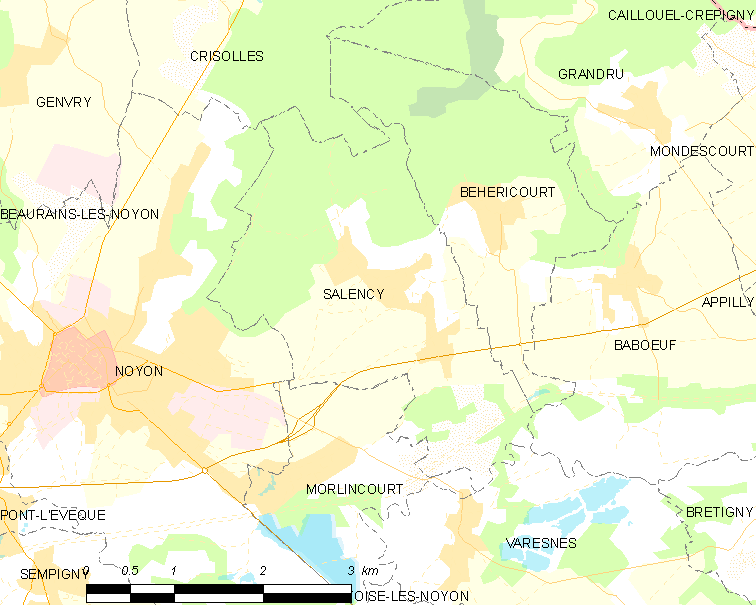
萨朗西的OSM定位图

萨朗西的时区为UTC+01:00、UTC+02:00（夏令时）。

## 行政
萨朗西的邮政编码为60400，INSEE市镇编码为60603。

## 政治
萨朗西所属的省级选区为努瓦永县。

## 人口

1962-2008年间萨朗西人口变化图示

萨朗西于2022年1月1日时的人口数量为900人。